# Penstemon linarioides
Penstemon linarioides är en grobladsväxtart som beskrevs av Samuel Frederick Gray. Penstemon linarioides ingår i släktet penstemoner, och familjen grobladsväxter.

## Underarter
Arten delas in i följande underarter:
- P. l. coloradoensis
- P. l. compactifolius
- P. l. linarioides
- P. l. maguirei
- P. l. sileri